# Лагуна Салада (језеро)
Лагуна Салада (шп. Laguna Salada) је повремено језеро у пустињи Сонора у северном делу мексичке савезне државе Доња Калифорнија. Језеро које лежи у ендореичној депресији на 10 метара испод нивоа светског мора налази се на око 30 км југозападно од града Мексикали. Дужина акваторије је око 60 км, а ширина до 17 км.
Током лета када језеро обично пресуши карактеришу га јаке пешчане олује узроковане монсунским ветровима. Воду добија углавном путем падавина а губи јаким испаравањем.
У геолошком погледу језеро представља плитку депресију (грабен) између две хорстне планине која је на северу повезана са раседом Сан Андреас. Северно од ове потолине налази се потолина Солтон у чијем средишту се налази језеро Солтон Си.
Ово подручје карактерише изразито јак сеизмизам, а 2010. Лагуна Салада је била епицентар земљотреса магнитуде 7,2°.